# Internationales Jazzfestival Bern
Das Internationale Jazzfestival Bern (IJFB) ist ein Musikfestival in Bern, Schweiz. Das 1976 gegründete Festival findet seit 2003 während einer Dauer von zehn Wochen jährlich statt. Das IJFB gehört zu den ältesten seiner Art in Europa mit internationaler Resonanz. Im Jahr 2020 musste das Festival wegen der Corona-Pandemie abgebrochen werden.

## Hintergrund
Das Internationale Jazzfestival Bern wird seit 1976 durchgeführt; es ist somit nebst dem Jazzfestival Montreux das älteste bestehende Jazzfestival der Schweiz. Gegründet wurde es von Hans Zurbrügg als Präsident des Vereins Internationales Jazzfestival Bern.
Das IJFB ist heute in die Aktivitäten des 1990 gegründeten JBC Clubs (Jazz and Blues Classics) eingebettet. Der Club zählt über 1000 Mitglieder. Das IJFB präsentiert seinen 25'000 Besuchern jährlich über 100 Konzerte, viele davon im Rahmen des Jazzfestivals. Das im Jahr 2003 gewählte Konzept «Back to the roots» – Konzerte im kleinen intimen Rahmen – war wegweisend. Das Konzept hat sich bewährt, so dass es von anderen Festivals im In- und Ausland kopiert wird.
Nach seiner Philosophie ist das IJFB ausschliesslich Jazz- und Bluesmusikern verpflichtet. Im Gegensatz zu
anderen Festivals wie etwa Montreux verzichtet es somit in der Eigenwahrnehmung der Veranstalter auf den Einbezug von Musikarten aus der Rockmusik-, Folk-, Chanson- oder Hip-Hop-Szene.

## Rezeption
Das Internationale Jazzfestival Bern erhielt regelmässig Resonanz in Fachzeitschriften und Tageszeitungen im In- und Ausland.

“The Bern Festival is a great representation of our music. We have from the top to bottom of styles, at least fifty years of music that has been created in the United States.”

## Veranstaltungsorte
Das Internationale Jazzfestival Bern wird in vier Konzertstätten an drei Standorten abgehalten.

### Hotel Innere Enge
Auf dem Gelände des Hotels Innere Enge befindet sich der Marians Jazzroom, ein Jazzclub, der das ganze Jahr über Konzertort für internationale Künstler ist. Während des Jazzfestivals wird im Garten des Hotels ein beheiztes Zirkuszelt aufgestellt, das Jazz-Zelt mit Bühne, Speisen und Getränken.
Marians Jazzroom
Der Ort mit den meisten Konzerten während des Festivals. Es werden jährlich ausserhalb des Jazzfestivals mehr als 280 exklusive Einzelkonzerte im Marians Jazzroom in Bern veranstaltet. Der Marians Jazzroom wurde 1992 zusammen mit dem Hotel Innere Enge von Hans Zurbrügg und Marianne Gauer gebaut und eröffnet.
Jazz-Zelt
Das Jazz-Zelt mit über 800 m² wurde speziell für die Nachwuchsförderung erstellt. Seit 2003 haben 120 Bands der Schweizer Jazzschulen und der New School of New York teilgenommen. Während einer Woche präsentieren die Studenten täglich ihre Musik.

### Kursaal
Der Kursaal bietet den grössten Konzertsaal des Festivals mit bis zu 1500 Plätzen in der Kursaal-Arena.

### Hotel Schweizerhof
Das Hotel Schweizerhof veranstaltet im Rahmen des Jazzfestivals in seinen Räumlichkeiten in Bahnhofsnähe ebenfalls Konzerte.

## Entstandene Aufnahmen (Auswahl)
Das Schweizer Fernsehen (DRS) zeichnete am IJFB über 300 Konzerte vollständig auf. Diese Aufnahmen wurden über 3sat ausgestrahlt und werden z. T. immer noch gesendet.

«Hans Zurbrügg ging bei den Filmaufnahmen noch ein Stück weiter und überzeugte das Schweizer Fernsehen, Interviews mit den Musikern zu führen und diese ebenfalls aufzuzeichnen. Die bisher unveröffentlichten Interviews mit 96 der bedeutendsten Jazz & Blues-Legenden geben einen tiefen Einblick in das Leben und das musikalische Erbe der Jazz & Blues Kultur»

Mitschnitte von Doc Cheatham & Jim Galloway, Clarence Gatemouth Brown oder Dizzy Gillespie sind auch auf Alben veröffentlicht worden; auch hat das Swiss Jazz Orchestra hier zwei Alben eingespielt.

## Musikerverzeichnis (Auswahl)
Bis anhin sind über 1500 Musiker beim IJFB aufgetreten, darunter Stars wie z. B.:

- Oscar Peterson
- B. B. King
- Ella Fitzgerald
- Dizzy Gillespie
- Herbie Hancock
- Chick Corea
- Sonny Rollins
- Fats Domino
- Sarah Vaughn
- Diana Krall
- Dianne Reeves
- Dee Dee Bridgewater
- Lionel Hampton
- Count Basie
- Max Roach
- Brad Mehldau
- Wynton Marsalis
- Clark Terry
- Gerry Mulligan
- Hiromi Uehara
- Joshua Redman
- Michel Camilo
- Joey Alexander
- Cécile McLorin Salvant